# San Julián de Tor
Tor (llamada oficialmente San Xillao de Tor) es una parroquia española del municipio de Monforte de Lemos, en la provincia de Lugo, Galicia.

## Otras denominaciones
La parroquia también es conocida por los nombres de San Julián de Tor y San Xulián de Tor.

## Límites
Limita al norte con la parroquia de Tor, al este con Seoane, al sur con Moreda y al oeste con Santa Eulalia de Tuiriz y Tuiriz.

## Organización territorial
La parroquia está formada por siete entidades de población, constando seis de ellas en el nomenclátor del Instituto Nacional de Estadística español:
- A Medorra
- Barredas (As Barredas)
- Eirexe (A Eirexe)
- Eibedo (O Eivedo)
- Miogo (O Miogo)
- Outeiro
- Paredes

## Demografía
| Gráfica de evolución demográfica de Tor entre 2000 y 2020 |
|                                                           |
| Datos según el nomenclátor publicado por el INE.          |